# Acter World
Acter World je japonská videohra vydaná roku 2001 pro Microsoft Windows. Ve hře hráč ovládá princezničku Linu a má ji dostat přes všech 32 úrovní.

## Hratelnost
Na začátku úrovně se princeznička Lina nachází v malém prostoru v levém dolním rohu. Může se pohybovat do stran a skákat na vyšší plošinky.

### Postup hrou
Na každé úrovni je určitý počet nepřátel. Když se jich princeznička dotkne, ztratí život a úroveň se opakuje. Dále princeznička Lina vlastní bublifuk. Po stisknutí příslušné klávesy bublifuk vypustí bublinu, bublina může být vypuštěna však jen jedna (dvě jen v případě sebrání určitého bonusu). V případě, že se nepřítel do bubliny chytí, nemůže se pohybovat a princeznička ho může zabít tím, že do bubliny strčí – bublina klesá směrem dolů z obrazovky a do kohokoliv na úrovni narazí, „vezme ho sebou“ a hráč dostane prémii; v případě, že nepřítel zůstane v bublině delší dobu (různé u různých postav), samovolně se z ní uvolni. Když zabije všechny nepřátele na úrovni, postupuje do dalšího kola.
Dále je úroveň omezena časem, ale ten není na obrazovce zobrazený; pouze se před vypršením časového limitu několikrát ukáže nápis Hurry Up!

### Nepřátelé
Ve hře se nachází 8 druhů nepřátel:
- modrý rytíř – pohybuje se střední rychlostí, pokouší se vyskočit vždy do stejného patra, jako je princeznička; směr mění jen po vysvobození z bubliny;
- rudý rytíř – vyšší rychlost než modrý, všechny ostatní vlastnosti stejné (viz modrý rytíř) s tím rozdílem, že ne vždy vyskočí na stejnou úroveň, jako je hráč;
- bílý duch – pohybuje se odrazy od „obrazovky“; v případě chycení do bubliny se pohybuje šikmým směrem k Lině;
- průhledný duch – při dotknutí kraje obrazovky chvíli zaváhá a pak zvolí libovolný směr, všechny ostatní vlastnosti jsou stejné (viz bílý duch);
- červený mág – pohybuje se střední rychlostí; při nárazu do zdi se teleportuje na libovolné místo na úrovni; směr nemění; pokouší se vždy vyskočit do patra hráče;
- zelený mág – dokáže teleportovat i vypuštěnou bublinu, všechny ostatní vlastnosti jsou stejné (viz červený mág);
- šedý robot – pohybuje se pomalu; snaží se vyskočit o patro výše než je hráč; v bublině vydrží asi jen 2 sekundy; směr mění po nárazu do zdi;
- hnědý robot – pohybuje se rozdílnou rychlostí – když je princeznička na stejném patře jako robot, otočí se a zrychlí; nelze chytit do bubliny (je nutné použít výše uvedenou vlastnost).

### Bonusy
Po určitém čase úrovně se objeví předmět (většinou uprostřed patra):
- bublina – zlepší vlastnost bubliny,
- hůlka – umožní vypustit dvě bubliny,
- knížka – dodá jeden život,
- nápoj v průhledné nádobě – princeznička se stane nesmrtelnou a když se dotkne nepřítele, zabije ho a získá 10 000 bodů,
- červený diamant – pokud jsou všichni nepřátelé stejného druhu a barvy, polovina z nich se změní na toho slabšího (s jinou barvou),
- modrý diamant – zabije všechny nepřátele a za každého žijícího získá 10 000 bodů,
- přesýpací hodiny – přidá čas.

### Bodování
- chycení nepřítele do bubliny – 50 bodů,
- propíchnutí bubliny i s nepřítelem – 200 bodů,
- v případě, že bublina padající nějakého nepřítele „vezme s sebou“, první nepřítel se počítá za 2000 bodů, druhý za 4000 bodů, třetí a další za 8000 bodů každý; body se počítají pro každou bublinu zvlášť,
- na konci kola se dodají body za časový limit.

### Hudba
Mezihry mezi úrovněmi a úrovně samotné jsou doprovázeny hudbou pro danou sekvenci či kolo.